# Mr. Fix-It
Mr. Fix-It is een Amerikaanse filmkomedie uit 1918 onder regie van Allan Dwan.

## Verhaal
Dick Remington doet zich voor als zijn beste vriend. Op die manier verstoort hij de orde op een deftig familiefeest. Hij wordt bovendien verliefd op Mary Cullough. Door een bende misdadigers te dwarsbomen wordt hij de held van de dag.

## Rolverdeling
| Acteur              | Personage                 |
| ------------------- | ------------------------- |
| Douglas Fairbanks   | Dick Remington            |
| Wanda Hawley        | Mary McCullough           |
| Marjorie Daw        | Marjorie Threadwell       |
| Frank Campeau       | Oom Henry Burroughs       |
| Katherine MacDonald | Georgiana Burroughs       |
| Leslie Stuart       | Reginald Burroughs        |
| Ida Waterman        | Tante Agatha Burroughs    |
| Alice H. Smith      | Tante Priscilla Burroughs |
| Mrs. H.R. Hancock   | Tante Laura Burroughs     |
| Mr. Russell         | Butler Jarvis             |
| Fred Goodwins       | Gideon Van Tassell        |
| Margaret Landis     | Olive Van Tassell         |